# Run-DMC
Run-DMC（另拼作Run-D.M.C.）是來自紐約市皇后區霍利斯的美國嘻哈組合，由饒舌歌手「Run」喬瑟夫·西蒙斯、「D.M.C.」達瑞爾·麥丹尼爾斯和DJ「Jam Master Jay」傑森·米賽爾於1981年組成。Run-DMC被廣泛認為是嘻哈文化歷史上最具影響力、也是1980年代最著名的藝人之一。Run-DMC也與LL Cool J、野獸男孩和全民公敵組合並列為新學派嘻哈的先鋒。
Run-DMC是第一個獲得金唱片銷量認證專輯（以1984年的《Run-D.M.C.》）的嘻哈藝人，還以此得到了葛萊美獎提名。另外他們也是第一個獲得白金唱片認證（以1985年的《King of Rock》）、多白金唱片認證（以1986年的《Raising Hell》）、在音樂電視網（MTV）上播MV、出現在《美國舞台》音樂節目和《滾石雜誌》封面的嘻哈藝人。Run-DMC也是唯一一個在美國拯救生命舞台上演出的嘻哈藝人。
他們是最先強調饒舌歌手和DJ關係重要性的組合之一。2004年，《滾石雜誌》將他們列於有史以來最偉大的音樂藝人名單中的第48位。2007年，Run-DMC被MTV.com和VH1評為「史上最偉大的嘻哈組合/藝人」。2009年，Run-DMC成為第二個入選搖滾名人堂的嘻哈組合。2016年，他們獲得了葛萊美終身成就獎。

## 作品
- 《Run-D.M.C.（英语：Run-D.M.C. (album)）》（1984年3月27日）
- 《King of Rock（英语：King of Rock）》（1985年1月21日）
- 《Raising Hell（英语：Raising Hell (album)）》（1986年3月15日）
- 《Tougher Than Leather（英语：Tougher Than Leather）》（1988年5月17日）
- 《Back from Hell（英语：Back from Hell）》（1990年10月16日）
- 《Down with the King（英语：Down with the King (album)）》（1993年5月4日）
- 《Crown Royal（英语：Crown Royal (album)）》（2001年4月3日）

## 影視作品
- 《Krush Groove（英语：Krush Groove）》（1985年）
- 《Big Fun In The Big Town（英语：Big Fun In The Big Town）》（1986年）
- 《Tougher Than Leather（英语：Tougher Than Leather (film)）》（1988年）
- 《Who's the Man?（英语：Who's the Man?）》（1993年）
- 《Lip Sync Battle（英语：Lip Sync Battle）》（2015年）– 在「喬瑟夫·高登-李維對上安東尼·麥凱」一集中登場

## 註記
- Appiah, Kwame Anthony and Gates, David Turner Arts and Letters: An A-to-Z Reference of Writers, Musicians, and Artists of the African American Experience. Running Press: Philadelphia: 2004. ISBN 0-7624-2042-1

## 延伸閱讀
- Adler, Bill. . New American Library. 1987. ISBN 0965653560.
- Brown, Terrell, "Reverend Run (Run-DMC)," Mason Crest Publishers, 2008.
- Joseph Simmons, Daryl McDaniels and Amy Linden,"Niggas With Beatitude," Transition, 1993
- McDaniels, Darryl (with Haring, Bruce), "King of Rock: Respect, Responsibility, and My Life with Run-DMC," Thomas Dunne Books/St. Martin's Press, 2001.
- Reverend Run, The (with Taylor, Curtis L.), "It's Like That: A Spiritual Memoir," St. Martin's Press, 2000.
- Ro, Ronin, "Raising Hell: The Reign, Ruin, and Redemption of Run-DMC and Jam Master Jay," Amistad, 2005.
- Thigpen, David E. . Pocket Books. 2003. ISBN 0743476948.

## 外部連結
- 官方网站
- 中的“Run-DMC”
- Run-DMC的Discogs页面（英文）